# ザッパ (フランク・ザッパのバンド) のメンバー
アメリカ合衆国のロック・ミュージシャンであるフランク・ザッパが1976年10月から1988年6月までの間に率いたバンドのメンバー。以下の期間のツアーに参加したメンバーが含まれる。
- 1976年10月-1977年3月
- 1977年9月-1978年2月
- 1978年8月-1979年4月
- 1980年3月-7月
- 1980年10月-12月
- 1981年9月-1982年7月
- 1984年7月-12月
- 1988年2月-6月